# Wälzlagerschäden
In der Regel sind Wälzlager wartungsfrei, sofern Berechnung und Einbau korrekt durchgeführt worden sind und die vorausberechneten Betriebsbedingungen eingehalten werden. Allerdings müssen einige Dinge beachtet werden – bei der Auswahl, beim Einbau, sowie während des Betriebes. 

## Typische Lagerausfälle und deren Folgen
Folgende Parameter sind bereits bei der Lagerauswahl zu berücksichtigen: Zum einen die richtige Dimensionierung. Zu den Auswahlkriterien gehören die Drehzahl, die auftretenden Radial- und Axialkräfte, ferner gegebenenfalls auftretende Schwingungen und Vibrationen. Zum anderen die Umgebungsbedingungen wie Temperatur, Feuchte und Schmutzbelastung, ferner Belastungsrichtungen sowie Einbaubedingungen.
Für jeden Einsatzfall gibt es speziell abgestimmte Lager. Der überwiegende Anteil der Lagerschäden ist übrigens auf mangelhafte Schmierung zurückzuführen; die oben genannten Faktoren beeinflussen die Schmierfähigkeit zum Teil erheblich.
Es gibt bestimmte Einsatzfälle, in denen Lagerschäden überdurchschnittlich häufig anzutreffen sind. In der Regel sind es Bereiche, in denen Schmutz oder Staub in wesentlichen Mengen vorhanden sind, zum Beispiel bei Baumaschinen, im Bergbau, bei der Produktion von Granulaten, Pulver, Mehl u. a., ferner Bereiche mit erhöhter Feuchtigkeit oder gar Meerwasser. Ebenfalls relevant: Eine erhöhte Umgebungstemperatur, diese muss bereits bei der Auslegung zur Betriebstemperatur addiert werden, denn dadurch kann die zulässige Schmiermitteltemperatur überschritten werden.
Ein Lagerschaden führt immer zu einer wirtschaftlichen Beeinträchtigung; es muss für die Reparatur der betreffenden Maschine unter ungünstigen Umständen die gesamte Produktionslinie für mehrere Stunden stillgelegt werden. Im schlimmsten Fall sind jedoch bereits Folgeschäden entstanden (zum Beispiel am Laufrad einer Pumpe), dann wird die Reparatur entsprechend teuer und zeitintensiv.

## Lagerausfälle: Ursachen und Schäden
Diverse Ursachen können zum Ausfall eines Wälzlagers führen:
- Belastung: Sind die Belastungen (axial, radial, Drehzahl, Temperatur, Schwingungen) im Betrieb höher als berechnet, sinkt entsprechend die Lebensdauer. Folgen: Das Lager läuft heiß, die Geräuschentwicklung steigt, und die Schmierung versagt.
- Schiefstellung: Durch zum Beispiel mangelnde Steifigkeit des Gehäuses, Konstruktions- oder Montagefehler können unvorhergesehene Lagerkräfte entstehen und es wird ungleichmäßig belastet. Schäden wie oben.
- Unwucht, Vibrationen: Es gibt beabsichtigte (zum Beispiel bei Kolbenmaschinen) und unbeabsichtigte Unwuchten; die Folge sind Vibrationen, die die Lebensdauer in beiden Fällen mindern. Schäden wie oben.
- Ermüdung, Verschleiß: Treten am Ende der Lebensdauer auf. Je größer die Belastung, umso kürzer ist diese. Das schwächste Glied ist in der Regel der Schmierstoff; sobald dieser versagt, entstehen Materialschäden innerhalb des Lagers an den Rollkörpern und Laufbahnen.
- Mangelschmierung: Wenn eine Maschine länger stillsteht, führt das zu einer nicht optimalen Schmiermittelverteilung. Beim Wiederanfahren tritt partiell Mangelschmierung auf, bis sich das Schmiermittel wieder genug verteilt hat. Je öfter solche langen Betriebspausen anstehen, desto mehr verringert sich die Lagerlebensdauer. Heißlauf und steigende Geräuschentwicklung sind die Folgen.
- Mangelnde Abdichtung: Besonders wichtig für eine hohe Lagerlebensdauer ist die Schmierung. Bei mangelnder Abdichtung geht der Schmierstoff verloren, es folgt Trockenlauf. Oder es dringen Schmutzpartikel in das Lager ein, diese sammeln sich im Schmierstoff an und gelangen dadurch in die Rollbahn, diese wird dadurch beschädigt. Schäden wie oben.
- Anschmierung durch Gleiten: Dies kann 2 Ursachen haben: Gleiten der Rollkörper oder Reißen des Schmierfilms. Hervorgerufen werden die Folgeschäden meist durch Eindringen von Wasser, schlechte Schmierung oder hohe Drehzahlen bei geringer Belastung (= falsche Auslegung)
- Korrosion: Eindringen von Feuchtigkeit in das Lager führt zwangsläufig zum Schaden; das Schmiermittel verzögert den Prozess zwar, hält ihn jedoch nicht auf.
- Passungsrost: Entsteht häufig infolge chemischer Reaktion zwischen Lagerschale und Welle (Tribooxidation), es folgt Zerstörung infolge Relativbewegung der Bauteile zueinander. Ursache: eine zu lose Passung oder Eindringen von Feuchtigkeit.
- Brinellwirkung: Auch Stillstandsmarkierung, Muldenbildung oder Riffelbildung genannt: durch Schwingungen oder plastische Verformungen hervorgerufen. Diese Mikrobewegungen erzeugen raue Laufflächen im Lager, es folgt erhöhte Geräuschentwicklung, Verschleiß und Ausfall.
- Stromdurchgang: Besonders bei Wälzlagern von durch einen Frequenzumrichter gesteuerten Elektromotoren kann es zum Stromdurchgang oder sogar zu Stromüberschlägen innerhalb des Lagers kommen. Das Schmiermittel verbrennt lokal, daraufhin entstehen Verbrennungsrückstände, die die Schmiermittelwirkung erheblich beeinträchtigen, schließlich kommt es zum Versagen des Lagers. Für Abhilfe sorgen stromisolierte Lager.
- Rissbildung: Tritt beim Überschreiten der Zug- oder Schwingfestigkeit des Werkstoffes auf, in der Regel hervorgerufen durch Einbaufehler (z. B. zu grobe Behandlung des Lagers).
- im Extremfall: Überschreiten der Bruchfestigkeit

## Erkennen von Lagerschäden
Eine übermäßige Geräuschentwicklung ist ein sicheres Indiz für einen Lagerschaden. Ist die Umgebung zu laut, um dies festzustellen, ist ein Stethoskop bei der Lokalisierung der Schallquelle hilfreich. Ist es möglich, die Welle manuell zu drehen, lässt sich eventuell ein unruhiger Lauf feststellen. Außerdem gilt: Ist das Lager von außen einsehbar, ist unter günstigen Umständen anhand der Temperaturverfärbung ein Lagerschaden erkennbar.

## Montagefehler
Weit über 50 % aller vorzeitigen Lagerausfälle können vermieden werden. Untersuchungen haben gezeigt, dass die Ursachen und deren Häufigkeit aller Lagerausfälle (je nach Quelle) in vier Gruppen eingeteilt werden können:
1. Mangelhafte Schmierung (ca. 35 % – 55 %)
2. Verschmutzung (ca. 14 % – 18 %)
3. Montagefehler (ca. 16 % – 17 %)
4. Überlastung bzw. Ermüdung (ca. 10 % – 34 %)
In der Praxis bewirken oft verschiedene Faktoren als Kombination mehrerer Einzelfaktoren den Ausfall.
Die Ausfallgruppe der Montagefehler lässt sich jedoch sehr gut durch den Anwender bzw. Reparateur beeinflussen. 
Die häufigsten Einbaufehler:
- falsche oder fehlende Werkzeuge
- unsachgemäßer Einbau, mangelhafte Befestigung
- Verspannungen, ungleichmäßiges Tragen, falscher Lagersitz (Toleranz, Formfehler bzw. falsche Passung)

Ein fehlerhaft montiertes Lager kann durch diese Einbaufehler beschädigt werden und entsprechend schnell ausfallen. Das Leistungspotential moderner Wälzlager kann nur dann voll zum Tragen kommen, wenn auch der Einbau ordnungsgemäß erfolgt ist. Dann sollte die vorausberechnete Lagerlebensdauer erreicht werden und ein zuverlässiger Betrieb der Anlage gewährleistet sein.
Großlager lassen sich übrigens bequem und effektiv im Hydraulikverfahren (Öl-Druck-Montage) einbauen.